# اتحاد الصحفيين العرب
الاتحاد العام للصحفيين العرب أو اتحاد الصحفيين العرب منظمة مهنية عربية مقرها الدائم القاهرة، يضم في عضويته 19 نقابة، شعاره «حرية ومسئولية». تأسست لجنته التحضيرية في فبراير 1964 وعقدت اجتماعاتها بمقر نقابة الصحفيين المصريين بالقاهرة.‘

## مؤتمراته
1. المؤتمر العام الأول في فبراير 1965 بالكويت.
2. المؤتمر العام الثاني في فبراير 1968 بالقاهرة.
3. المؤتمر العام الثالث في أبريل 1972 ببغداد.
4. المؤتمر العام الرابع في أغسطس 1974 بدمشق.
5. المؤتمر العام الخامس عام 1976 بالجزائر.
6. المؤتمر العام السادس في أبريل 1979 ببغداد.
7. المؤتمر العام السابع في مايو 1983 ببغداد.
8. المؤتمر العام الثامن في مارس 1996 بالقاهرة.
9. المؤتمر العام التاسع في أكتوبر 2000 بعمّان.
10. المؤتمر العام العاشر في أكتوبر 2004 بالقاهرة[3]‘.[4]
11. المؤتمر العام الحادي عشر في 2008 بالقاهرة.
12. المؤتمر العام الثاني عشر في يناير 2013 بالقاهرة[5]‘.[6]
13. المؤتمر العام الثالث عشر
14. المؤتمر العام الرابع عشر في أكتوبر 2022 بالقاهرة.[7]

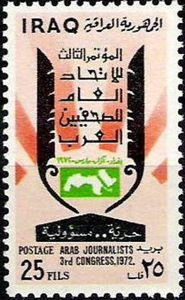
طابع بريدي عراقي صادر بمناسبة المؤتمر العام الثالث في أبريل 1972 ببغداد
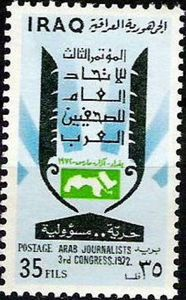
طابع بريدي عراقي صادر بمناسبة المؤتمر العام الثالث في أبريل 1972 ببغداد

## رئاسة الاتحاد
توالى رئاسته بالانتخاب منذ 1964 حتى يناير 2013، وفق الترتيب الزمني كل من:
- حسين فهمي
- أحمد بهاء الدين
- كامل زهيري
- سعد قاسم حمودي (1978-1996)
- إبراهيم نافع (1996-2012)
- أحمد يوسف بهبهاني (2013-2016)[8]

وحالياً مؤيد اللامي.
الأمانة العامة
توالى على أمانته العامة وفق الترتيب الزمني، كل من صبري أبو المجد، وكامل زهيري، وصلاح الدين حافظ ، وحنا مقبل، وسجاد الغازي، وصلاح الدين حافظ ومكرم محمد أحمد.
وحالياً حاتم زكريا.

## الأعضاء
- نقابة الصحفيين المصريين
- نقابة الصحفيين الاردنيين[10]
- نقابة الصحفيين العراقيين
- نقابة الصحفيين الكويتية[11]
- اتحاد الصحفيين في سورية[12]
- النقابة الوطنية للصحافة المغربية
- النقابة الوطنية للصحفيين التونسيين[13]
- نقابة الصحفيين اليمنيين[14]
- نقابة الصحفيين السودانيين[15]
- نقابة الصحفيين الفلسطينين[16]
- جمعية الصحفيين الإماراتية[17]
- هيئة الصحفيين السعوديين[18]
- نقابة الصحفيين الموريتانية[19]

## مواقف الاتحاد
2004
- اتحاد الصحفيين العرب يدين التفجيرات التي استهدفت مكاتب قناة "العربية "في بغداد.[20]

2010
- اتحاد الصحفيين العرب يطالب القادة بتصفية الخلافات وإعادة التضامن[21]

2014
- اتحاد الصحفيين العرب يطالب الحكومات العربية باحترام حرية الصحافة.[22]

2016
- اتحاد الصحفيين العرب ينتقد حكما ضد زملاء مصريين.[23]

2017
- اتحاد الصحفيين العرب يطالب باطلاق سراح الصحفي محمود حسين[24]

2020
- الاتحاد العام للصحفيين العرب يدعم الإجراءات التي اتخذها المغرب لوضع حد للممارسات غير القانونية بمعبر الكركرات.[25]
- الاتحاد العام للصحفيين العرب يتضامن مع نقابة الصحفيين التونسيين.[26]

2022
- اتحاد الصحفيين العرب يعلن دعمه المطلق لمبادرة الحكم الذاتي كتسوية للنزاع المفتعل في الصحراء المغربية[27]‘.[28]
- اتحاد الصحفيين العرب يدين منع الجزائر للقنوات المغربية الرسمية من تغطية القمة العربية.[29]
- اتحاد الصحفيين العرب يدين حكما بسجن صحفي تونسي.[30]
- الاتحاد العام للصحفيين العرب يتضامن مع الصحفيين المغاربة.[31]

2023
- اتحاد الصحفيين العرب يرفض اتهام المغرب بالتجسس على الصحفيين دون إثبات[32]‘.[33]
- اتحاد الصحفيين العرب يطالب بتدخل دولي لوقف العدوان الإسرائيلي الغاشم.[34]
- اتحاد الصحفيين العرب يدين العدوان الإسرائيلي على قطاع غزة.[35]